# スタディオ・ジョヴァンニ・ツィーニ
スタディオ・ジョヴァンニ・ツィーニ（Stadio Giovanni Zini）は、イタリア・ロンバルディア州クレモナにあるサッカースタジアム。クレモネーゼがホームスタジアムとしている。2万人以上の収容能力を誇るが、リーグ戦試合時の収容は7,490人に制限されている。

## 概要
スタジアムの名称は、第一次世界大戦で亡くなった地元出身のゴールキーパー、ジョヴァンニ・ツィーニに由来している。